# Área mojada
El área mojada es la superficie que interactúa con el fluido o gas de trabajo.
En términos marítimos, el área mojada es el área del  casco que está sumergida en el agua. Esto tiene una relación directa con la  resistencia hidrodinámica general del buque o submarino.
En aeronáutica, el área mojada es el área que está en contacto con la corriente de aire externa. Esto tiene una relación directa con la resistencia aerodinámica general de la aeronave. 
En deportes de motor, como la Fórmula 1, el término superficies mojadas se utiliza para referirse a la carrocería, las alas y el radiador, que están en contacto directo con el flujo de aire, de forma similar al uso del término en aeronáutica.